# Anaxibia (Tochter des Bias)
Anaxibia (altgriechisch Ἀναξίβια Anaxíbia) ist in der griechischen Mythologie die Tochter des Bias und Nichte des Sehers Melampus.
Sie wurde die Gattin des Königs Pelias von Iolkos. Das Paar bekam einen Sohn, Akastos, und die vier Töchter Alkestis, Peisidike, Hippothoe und Pelopeia. Andere Quellen bezeichnen die Gattin des Pelias allerdings abweichend als Phylomache, die Tochter des Iasiden Amphion.